# Добро пожаловать (фильм, 2009)
«Добро пожаловать» (фр. Welcome) — французский фильм режиссёра Филиппа Льоре о проблемах нелегальных эмигрантов, поставленный в 2009 году. Фильм стал лауреатом ряда международных кинофестивалей, в том числе Берлинского 2009 года, где завоевал две награды, получил премию Давида ди Донателло в категории лучший европейский фильм и премию Люмьер как лучший фильм; также был номинирован на премию «Сезар» в 10-ти категориях.

## Сюжет
17-летний беженец из Ирака Биял Каяни, стремится попасть в Лондон. Там его ждут возлюбленная Мина и команда «Манчестер Юнайтед», за которую он хочет играть. Преодолев долгий и трудный путь, он добрался до французского города Кале, и теперь только Дуврский пролив отделяет его от Англии.

## В ролях
| Актёр             | Роль                    |
| ----------------- | ----------------------- |
| Венсан Линдон     | Симон Кальма            |
| Фират Айверди     | Биял Каяни              |
| Одри Дана         | Марион Кальма           |
| Дерия Айверди     | Мина                    |
| Тьерри Годар      | Бруно                   |
| Поль Ами          | Марко                   |
| Оливье Рабурден   | лейтенант полиции       |
| Селим Акгуль      | Зоран                   |
| Мурат Субаси      | Мирко                   |
| Янник Ренье       | Ален                    |
| Муафак Рашди      | отец Мины               |
| Бехи Джанат Атай  | мать Мины               |
| Патрик Лигард     | сосед Симона            |
| Жан-Поль Бриссара | судья                   |
| Бландин Пелиссье  | судья по семейным делам |